# Mary Somerville
Pour les articles homonymes, voir Somerville.
Mary Somerville, née le 26 décembre 1780 à Jedburgh en Écosse et morte le 28 novembre 1872 à Naples, est une écrivaine et une scientifique écossaise. Elle a traduit et popularisé le Traité de mécanique céleste de Laplace et amené John Couch Adams à chercher et découvrir la planète Neptune.

## Biographie

### Jeunesse et éducation
Elle est la fille de Margaret Charters et de l'amiral William George Fairfax et naît au presbytère de Jedburgh, en Écosse. C'est la maison de sa tante maternelle, Martha Charters, épouse de Thomas Somerville (en). Leur fils William deviendra plus tard le second mari de Mary.
Elle grandit à Burntisland, dans le comté de Fife et reçoit une éducation rudimentaire. Quand elle a dix ans, son père, de retour d'un voyage en mer, la considère comme « une sauvage » et l'envoie dans un pensionnat à Musselburgh, où elle apprend à lire, à écrire (maladroitement), un peu de français, ainsi que de l'arithmétique simple. Après cela, elle étudie la géographie et l'astronomie, mais son éducation est alors moins encouragée que celle de son frère. Il étudie les mathématiques avec un tuteur, mais elle répond avant lui, ou même quand il ne le peut pas. Le tuteur, impressionné, lui dispensera aussi son enseignement, mais officieusement. Elle trouve d'autres opportunités d'étudier, avec son oncle Thomas Somerville, qui lui enseigne le latin, avec son professeur d'art Alexander Nasmyth, qui lui enseigne la perspective à Édimbourg. Lorsque la sœur de Mary meurt à l'âge de dix ans, ses parents lui interdisent d'étudier, croyant que les études ont contribué au décès de sa sœur. En secret, elle finit par maîtriser l'algèbre et Euclide, sans aucune aide extérieure.

### Années avec Samuel Greig
Malgré cela, elle est à Édimbourg « la rose de Jedburg », douce et polie, fille obéissante de bonne famille. En 1804 elle épouse son cousin éloigné, le consul de Russie à Londres, le capitaine Samuel Greig, fils de Samuel Karlovitch Greig. Ils ont deux enfants, dont l'un, Woronzow Greig, devient avocat et scientifique. Ils habitent Londres, où Mary est malheureuse parce que son mari n'approuve pas qu'elle puisse étudier, ce qu'elle y fait plus facilement[Quoi ?]. Greig meurt en 1807 et Mary revient en Écosse.
Après le décès de son mari, l'héritage lui permet d'acquérir la liberté de poursuivre ses études. En 1812, elle se marie avec son autre cousin, le docteur William Somerville (1771-1860), inspecteur de l'Army Medical Board, qui l'encourage et lui apporte une aide importante dans l'étude des sciences physiques. Ils ont quatre autres enfants.

### Années avec William Somerville

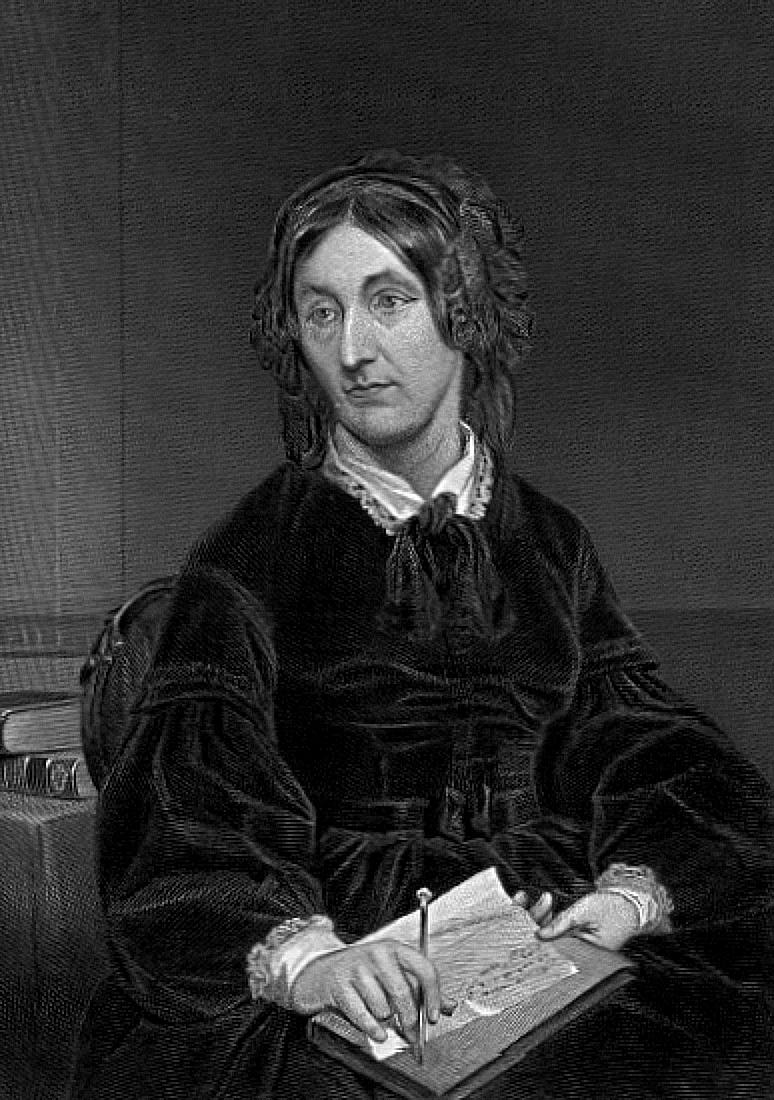
Mary Somerville, gravure de 1873.

William Somerville apprécie et encourage les travaux de son épouse en mathématiques. Il l'accompagne autant que possible dans ses déplacements. En effet, leurs moyens ne leur permettent pas de prendre une servante pour s'occuper des enfants, ils voyagent donc en famille. Mary Somerville renonce à plusieurs déplacements parce que son mari est occupé.
Pendant ces années de mariage, elle fait la connaissance des scientifiques les plus éminents, qui remarquent son talent. Les époux effectuent un voyage en France, Suisse et Italie en 1817, et y rencontrent l'astronome Claude-Louis Mathieu, Jean-Baptiste Biot, Siméon Denis Poisson, François Arago et Alexander von Humboldt. Leur rencontre avec Pierre-Simon de Laplace est déterminante pour la suite de la carrière de Mary Somerville. Selon la romancière Maria Edgeworth, leur contemporaine, Laplace voit en elle la seule femme capable de corriger ses travaux. Il est même tenu pour avoir professé que seules deux autres femmes pouvaient comprendre son œuvre : une certaine Miss Fairfax et une certaine Mrs Greig — soit les deux autres noms portés par Mary Somerville au cours de sa vie. De fait, après son retour en Angleterre, ils poursuivent une correspondance dans laquelle il témoigne de la grande impression qu'elle lui a faite : « L’intérêt que vous [Mary Somerville] daignez prendre à mes ouvrages me flatte d’autant plus, qu’ils ont bien peu de semblables lecteurs et de juges aussi éclairés. » Les commentaires admiratifs de Laplace ont ouvert une vraie reconnaissance à Mary Somerville dans son pays, ils ont eu un impact fort sur sa carrière. Sept ans plus tard, il fait parvenir à Mary Somerville un exemplaire de la cinquième édition de son Système du monde : elle s'attelle à le traduire en anglais et la publication est effective en 1831.
En 1835, Mary Somerville et Caroline Herschel deviennent les premières femmes membres de la Royal Astronomical Society.
William et Mary Somerville vont en Italie en 1838, William meurt à Florence en 1860 et Mary à Naples en 1872. En 1868, quatre années avant sa mort à l'âge de 91 ans, elle signe la pétition de John Stuart Mill pour le suffrage des femmes. Elle est enterrée à l'English Cemetery de Naples.

## Publications
En 1831, à la demande de Lord Brougham, elle publie Mechanism of the Heavens, qui connut un grand succès. C'était une traduction de la Mécanique céleste de Laplace, ce qui popularisa cette œuvre. Elle dit : « Je traduisis l'œuvre de Laplace de l'algèbre en un langage simple. »
Ses autres œuvres sont On the Connexion of the Physical Sciences (1834), Physical Geography (1848) et Molecular and Microscopic Science (1869). Sa discussion au sujet d'une planète hypothétique perturbant Uranus, dans la sixième édition de On the Connexion of the Physical Sciences (1842), mena John Couch Adams à chercher et à découvrir la planète Neptune.

## Hommages
- Le Somerville College d'Oxford est nommé en son honneur.
- Son portrait apparaît sur les billets de 10 £ émis par la Bank of Scotland en 2017[10].
- (5771) Somerville est un astéroïde nommé en son honneur.